# Romulus (Michigan)
Romulus è un comune degli Stati Uniti d'America, situato nello Stato del Michigan, nella contea di Wayne. La città fa parte dell'area metropolitana di Detroit. La vicinanza dell'aeroporto Detroit Metro (DTW) ne fa sede di varie aziende, hotel e ristoranti. Si tratta di una località adatta per un pernottamento prima di prendere un volo. La maggior parte degli hotel sono serviti da navette che accompagnano i viaggiatori ai terminal dell'aeroporto.